# Kotvení (psychologie)
Anchoring neboli kotvení je jeden z kognitivních zkreslení (biasů). Tento termín pochází z kognitivní psychologie, nastává nejčastěji při procesu rozhodování a popisuje skutečnost, kdy je přirozenou lidskou tendencí spoléhat se (neboli „kotvit“) při rozhodovacím procesu na jednu informaci či skutečnost, od níž jsou poté odvozována další rozhodnutí. Tato informace však mnohdy vůbec nemusí být relevantní, úplná či pravdivá a může náš úsudek ovlivňovat negativním způsobem.
Svá budoucí rozhodnutí tedy odvozujeme a stavíme na faktu, který známe, nebo s nímž jsme se kdysi setkali (někdo nám ho řekl). Poté, co je kotva spuštěna, člověk začne automaticky syntetizovat jakékoli další kroky ve vztahu k ní.

## Příbuzné jevy
K efektu kotvení se pojí další příbuzné jevy, které spadají buď obdobně do kognitivních zkreslení, nebo kognitivní psychologie obecně. Výrazně se k efektu kotvení pojí tzv. zaostřovací iluze/efekt zaměření a heuristika přizpůsobování. Efekt zaměření se také objevuje v procesu rozhodování, ovšem většinově se jedná o tvorbu názoru na nějaký fakt či událost. Velkou roli při tomto efektu hraje např. stereotypizace.

### Efekt zaměření
Efekt zaměření neboli zaostřovací iluze je kognitivní zkreslení, ke kterému dochází, když lidé přikládají extrémní váhu pouze jednomu aspektu události, což má za následek chybný celkový úsudek či názor na konkrétní událost nebo věc. Velkou roli v tomto efektu hraje například stereotypizace a kulturní zvyklosti.
Lidé mají tendenci brát v potaz pouze výrazné aspekty zkoumaného jevu a opomíjejí ty méně výrazné či nápadné charakteristiky či fakta.
Tímto efektem se zabýval např. Cherubini a kolegové (2003). Ti zkoumali zaostřovací efekt ve větším detailu, aby zjistili, zda skutečně jsme tak zaujatí v našem rozhodování, jako to ve své práci popsal Legrenzi a kolegové (1993).
Na rozdíl od Legrenziho přesvědčení, že při procesu rozhodování jsou brány v potaz pouze explicitní aspekty (tedy ty, které přímo souvisejí se situací a rozhodnutím), Cherubiniho studie zjistila, že explicitní aspekty nejsou za určitých okolností potřebné ani nutné, aby přitáhly lidskou pozornost. Studie ukazuje, že lidé nemají tendenci se soustředit na explicitní aspekty, pokud jsou jim již dobře známy. V případě, že jsou jim již dobře známy, zaměřují se okamžitě na aspekty jiné, které bezprostředně nevycházejí ze samotné situace, při které se člověk rozhoduje.
Výsledkem celé studie je, že lidé ne vždy berou v úvahu pouze výslovně dostupné informace (které se přímo vážou k dané situaci), ale snaží se také hledat nová řešení v případě, že jim již známá fakta nejsou dost dobrá nebo jsou irelevantní. Zaostřovací efekt není tedy až tak významný, jak Legrenzi a jeho kolegové myslel, že je.

### Heuristika přizbůsobování
Heuristika přizpůsobování je jev, kterým poprvé zabývali ve své práci Amos Tversky a Daniel Kahneman. Jedná se o psychologickou heuristiku (teorii řešení problému), která ovlivňuje velmi výrazně to, jakým způsobem lidé intuitivně odhadují pravděpodobnosti nějakých skutečností či jevů, či faktických veličin. Heuristika přizpůsobování funguje následovně – člověk udělá prvotní odhad (kotvu), od ní poté upravuje svůj prvotní odhad na základě informací, které jsou k dispozici. Tyto úpravy však dosti často nemají velký význam, protože prvotní odhad (kotva) silně ovlivňuje celkový úsudek. Příkladem může být např. určení vzdálenosti nějakého objektu pouhým okem. Čím jasněji objekt vidíme (např. díky počasí), tím blíže se nám zdá. Odhad vzdálenosti je tedy silně ovlivňován tímto faktem a může tak zkreslovat skutečnou vzdálenost objektu.
Kotvení a heuristiku přizpůsobování poprvé teoretizovali Amos Tversky a Daniel Kahneman v jedné ze svých prvních studií. V této studii byli účastníci požádáni, aby spočítali do 5 sekund součin čísel od jedné do osmi, a to buď jako 1 x 2 x 3 x 4 x 5 x 6 x 7 x 8, nebo obráceně jako 8 x 7 x 6 x 5 x 4 x 3 x 2 x 1. Vzhledem k tomu, že účastníci neměli dostatek času na reálný výpočet, museli výsledek odhadnout podle několika prvních násobení. Tversky a Kahneman získali velmi zajímavé výsledky – skupina, která dostala čísla začínající od 1 měla průměrný odhad celkového výsledku 512; když násobení začalo číslem 8, průměrný odhad se rovnal 2250. (Správná odpověď byla 40 320.) Zde tedy můžeme velmi snadno pozorovat jak efekt kotvení (tedy počátek je číslo 1 nebo 8), ale i heuristiku přizpůsobování, kdy celkový odhad stavíme na mylné domněnce o prvních výpočtech.

## Příčiny kotvení
Ačkoliv v průběhu let vzniklo hned několik teorií o tom, proč a jak kotvení vzniká, žádná z teorií nebyla vědeckou společností uznána jako „ta nejlepší“.
Rozlišujeme 3 hlavní teorie:
- Kotvení a přizpůsobování
- Selektivní dostupnost
- Změnu přístupu

## Příklady kotvení
Kotvení velmi častý úkaz a odvětví, které ho nejvíce využívá je samozřejmě marketing. Pomocí těchto “kotev” a správně cílených kampaní nám mohou značky nabízet své produkty za prvoplánově vyšší ceny a poté nás lákat na slevu. Dobře si ale můžeme vysvětlit sílu kotvení v marketingu i v následujícím odstavci. Jdeme do autobazaru a nějakém čase vybereme vůz, který splňuje naše požadavky. Začneme tedy se zaměstnancem autobazaru rešit koupi a tudíž i cenu.
Počáteční nabízená cena za ojetý vůz nastavuje standard pro zbytek jednání tak, že i když se po nějakém smlouvání dostanenme na hodnotu nižší (tedy pro nás rozumnou a lepší, než byla ta původní stanovená), cena může být stále o dost vyšší, než je samotná opravdová hodnota vozu. Prodejce tedy využil efektu kotvení tak, že původní cenu nadsadil mnohonásobně výše, než je opravdová cena vozu. Zbavit se efektu kotvení je však poměrně obtížné, jelikož se jedná o lidskou přirozenost.
Dalším pěkným příkladem, jak moc nás dokáže kotva ovlivňovat je následující studie o Mahátma Gándhím. Studentům byly ve dvou skupinách představeny „kotvy“, které byly už z logiky věci nesmysl. První byli dotázáni, zdali Gándhí zemřel před tím, nebo po tom, co mu bylo 9 let. U druhé skupiny to bylo před tím, nebo po tom, co mu bylo 140 let. Ihned tedy vidíme, že obě tvrzení jsou nesmysl. I přes to ale studenti hádali velmi rozdílně podle toho, v jaké ze dvou skupin byli – první skupina hádala cca 50 let, zatímco druhá cca 67 let. “Odrazový můstek” pro jejich rozhodování byla tedy přesně kotva, kterou jim hodil zadávající. Reálný věk úmrtí Mahátma Gándhího byl 78 let, je tedy vidět, že v obou případech kotva silně ovlivňovala úsudek obou skupin. Efekt kotvení byl jako jeden z mála ukázán na mnoha studiích zmíněných ve videu výše. Zabýval se jím například Kahneman a Tversky, nebo Dan Ariely.